# أسعد عبد الكريم أبو النصر
أسعد عبد الكريم صالح أبو النصر (من مواليد 1930) دبلوماسي سعودي سابق. شغل منصب سفير المملكة العربية السعودية في مصر.

## حياته
ولد في العام 1930 وحصل على بكالوريوس القانون من جامعة القاهرة وتولى منصب سكرتير أول بسفارة المملكة في مصر في العام 1964 وتدرج في الوظائف الدبلوماسية حتى عين في ربيع الآخر من العام 1408هـ سفيراً في مصر وظل على منصبه حتى العام 1416 هـ. وخلال عمله سفيراً للمملكة بمصر يعمل على تعزيز العلاقات بين البلدين. وكان الرئيس المصري حسني مبارك قد قلده وسام الجمهورية من الطبقة الأولى عام 1416 هـ بمناسبة انتهاء فترة عمله سفيراً للمملكة في مصر.

## الوفاة
توفي بعد مرض عضال لم يمهله طويلاً وقد صُلِّي عليه ومواراة جثمانه الثرى في جدة يوم الخميس 04 مارس 2004م.